# Lokomotywa powietrzna
Lokomotywa powietrzna – typ lokomotywy o napędzie pneumatycznym, stosowanej głównie w kopalniach zagrożonych wybuchem gazów, by zminimalizować ryzyko powstania zaiskrzeń.
Czynnikiem napędowym jest sprężone powietrze przechowywane w 3-4 połączonych ze sobą butlach stalowych o pojemności po ok. 1,5 m³ i ciśnieniu 200 at (po napełnieniu). Po zredukowaniu ciśnienia powietrza w reduktorze do 10-30 at dopływa ono do powietrznych silników tłokowych, działających podobnie jak parowe silniki tłokowe.